# Gwa Kyun
Gwa Kyun är en ö i Myanmar.   Den ligger i regionen Rakhinestaten, i den sydvästra delen av landet, 300 km sydväst om huvudstaden Naypyidaw. Arean är 0,20 kvadratkilometer.
Terrängen på Gwa Kyun är platt. Öns högsta punkt är 30 meter över havet. Den sträcker sig 0,6 kilometer i nord-sydlig riktning, och 0,4 kilometer i öst-västlig riktning.